# Phygadeuon epochrae
Phygadeuon epochrae är en stekelart som beskrevs av Henry Lorenz Viereck 1913. Phygadeuon epochrae ingår i släktet Phygadeuon och familjen brokparasitsteklar. Inga underarter finns listade i Catalogue of Life.